# Lotuseffekt

En datatolkning av lotuseffekten.

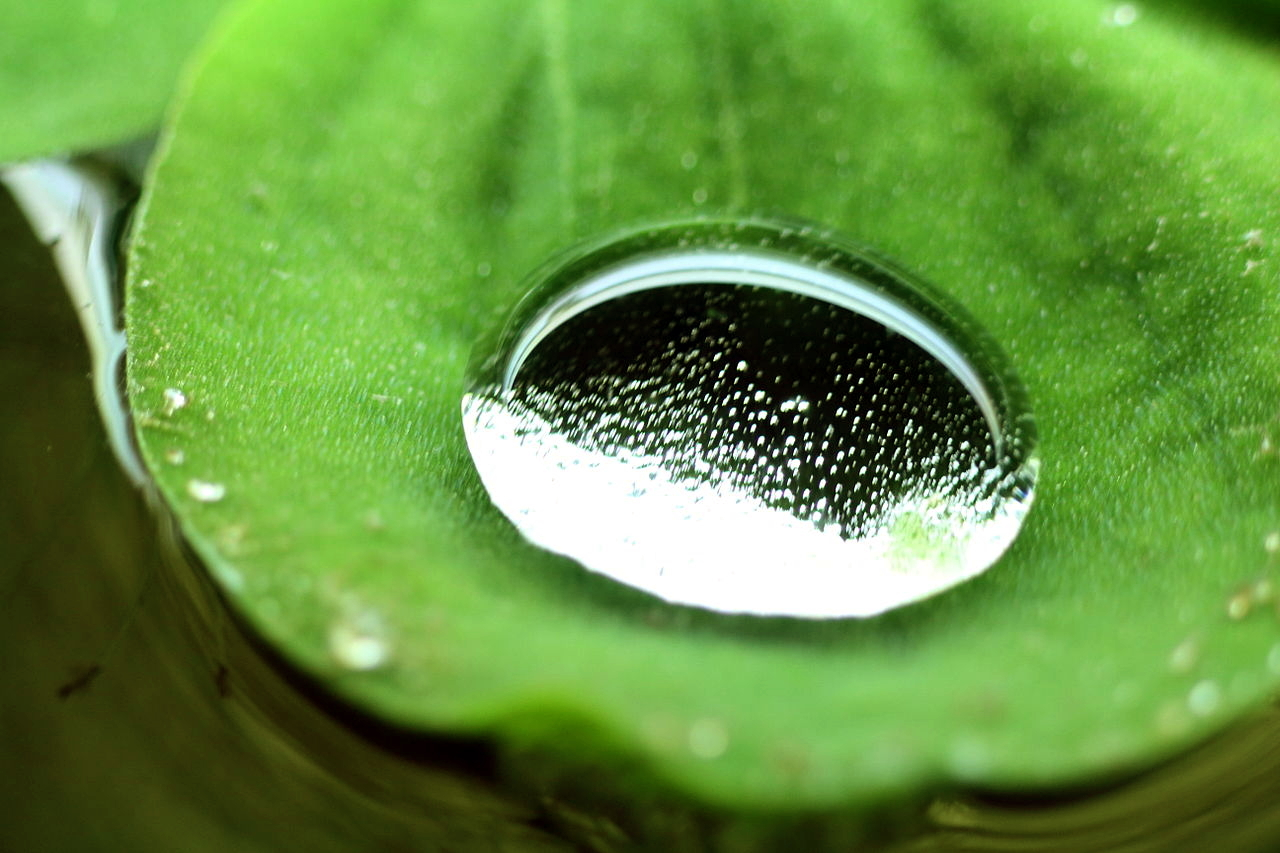
Vattendroppe på Musselblomma.

Lotuseffekten kan sägas vara ett tings förmåga att hålla sig självt rent. Namnet kommer ursprungligen från Lotusblomman som har ett mycket ojämnt vaxskikt. Det har till följd att smuts endast har kontakt med en mycket liten del av blomman. När en vattendroppe rinner på blomman fastnar smutsen lättare på vattendroppen än på blomman som på så vis håller sig ren. På grund av enkelheten att tvätta saker som besitter lotuseffekten har denna överförts till bland annat målarfärg och billack.
Hemligheten bakom lotuseffekten är blommans superhydrofobiska yta. Det beror dels på att ytan är av vax, som i sig är vattenavstötande, men också på att vaxet är format på ett speciellt sätt med regelbundna ojämnheter vilket minimerar energin i de kemiska bindningarna mellan vattnet och ytan.

## Historia
Den första teoretiska forskning om lotuseffekten rapporterades av R. E. Johnson och R. H. Dettre år 1964, och sedan avslöjade Wilhelm Barthlott år 1977 nanostrukturen av lotusblad. År 1998 utvecklade J. F. Brown den bioniska strukturen, varefter alltmer forskning om lotuseffekten kom att utföras, allt från grundforskning, till tillämpning.

## Mekanism
Lotuseffekten har sedan länge observerats inom olika kulturer, men det var inte förrän svepelektronmikroskop (SEM) blev tillgängliga som mekanismen bakom lotuseffekten kunde förklaras.
Med hjälp av SEM gjordes tydliga observationer av lotusytan inom mikro- och nano-skalan, och vad som upptäcktes var att lotusytan är täckt av små papillos som i sin tur är täckta av tunna vaxartade kristaller. Denna ojämna yta i kombination med vaxartade material är i princip det som möjliggör lotuseffekten. År 2011, presenterade Ensikat, Ditsche-Kuru, Neinhuis och Barthlott en mer djupgående beskrivning av lotusens ytstruktur och dess superhydrofobicitet. Med deras SEM-skanning av ett lotusblad uppskattades papilosen att vara 5-10 μm höga, 10-15 μm från varandra och 2,5-5 μm i diameter.
Denna ojämna yta minskar kontakten mellan ytan och vatten då vattnet strävar efter minimal ytenergi genom geometrisk configuration, i detta fall genom att anta formen av en sfär, istället för interfacial interaktion genom att tränga in i luckorna mellan papilosen. För övrigt minskar också den relativt smala diametern av papillos kontakt-arean mellan ytan och vatten, och det gör även den varierande höjden av pappilosen då bara de högsta papillosen interagerar med vattnet. Vaxartade kristaller som täcker papilosen bidrar dessutom också till den lilla kontaktarean eftersom deras kemiska uppbyggnad innehåller opolära metylgrupper (CH3) som begränsar yt-vatten interaktioner på grund av vattnets polära egenskap.
Den minimala kontaktytan är huvudorsaken bakom den mycket låga vidhäftningen av vatten mot superhydrofobiska ytor, vilket i sin tur är orsaken till lotuseffekten och dess självrenande egenskap.